# Техаські рейнджери
Теха́ські ре́йнджери — правоохоронний орган з юрисдикцією в штаті Техас (США) і базується в місті Остіні. Ведуть розкриття різних злочинів — від убивств до політичної корупції — діють як детективи, забезпечують охорону Губернатора Техасу, розшукують утікачів. Є напіввійськовою організацією на службі як Республіки Техас (1836–1845) так і сучасного штату Техас.

## Історія
Формування неофіційно постало з ініціативи Стівена Ф. Остіна 1823 року. Проте офіційно створено 10 серпня 1835 року для охорони кордону Республіки Техас. Був розпущений федеральною владою під час Реконструкції Півдня після закінчення Громадянської війни, проте швидко реформований і відновлений місцевим урядом. Від 1935 року організація була підрозділом Техаського Департаменту громадської безпеки, виконує функції Державного бюро розслідувань у штаті Техас.
Техаські рейнджери є другим за віком державним правоохоронним органом у Сполучених Штатах після Служби маршалів. Вони брали участь у багатьох найважливіших подіях Техасу і були залучені до деяких відомих кримінальних справ, таких, як розшук стрільця Джона Хардіна, розшук грабіжника банків Сема Бессі і розшук знаменитих Бонні та Клайда.

## Обов'язки
До обов'язків техаських рейнджерів належать: дослідження обставин тяжких злочинів, патрулювання кордону, конвой ув'язнених, придушення великих заворушень, захист життя і майна, а також надання допомоги місцевим правоохоронним органам у боротьбі зі злочинністю і насильством. Рейнджери беруть участь у розслідуванні складних «білокомірцевих» злочинів, приміром, таких, як комп'ютерний злом рахунків банку.

## Структура
Внутрішня організація структури зберігається в обрисах установлених 1935 року. Тепер рейнджери складаються з шести рот від «А» до «F» за територіальною ознакою. Кожна рота, якою командує капітан має свою зону відповідальності. В Остіні розташовується штаб-квартира майора — командира корпусу рейнджерів. Чисельність особового складу станом на 2019 рік — 166 офіцерів[джерело?].
- Остін — штаб-квартира командира корпусу рейнджерів, командир — Кірбі Денді.
  - Х'юстон — штаб-квартира Роти A, командир — Фріман Мартін.
  - Ґарланд — штаб-квартира Роти B, командир — Двейн Докері.
  - Лаббок — штаб-квартира Роти C, командир — Тоні Бенні.
  - Веласко — штаб-квартира Роти D, командир — Шон Палмер.
  - Ель-Пасо — штаб-квартира Роти E, командир — Брукс Лонґ.
  - Вейко — штаб-квартира Роти F, командир — Френк Малінек.

## Значення в культурі
Техаські рейнджери мають велике культурне значення для техасців, вони посідають чільне місце в міфології Дикого Заходу. Написано десятки книг, відомим є персонаж — самотній рейнджер. У місті Вейко є Музей слави техаських рейнджерів. Тема техаських рейнджерів є популярною в кіно й телебаченні. Широковідомими є телесеріали «Вокер, техаський рейнджер», «Техаські рейнджери»; фільми «Техаські рейнджери», «Самотній Рейнджер».

## Галерея

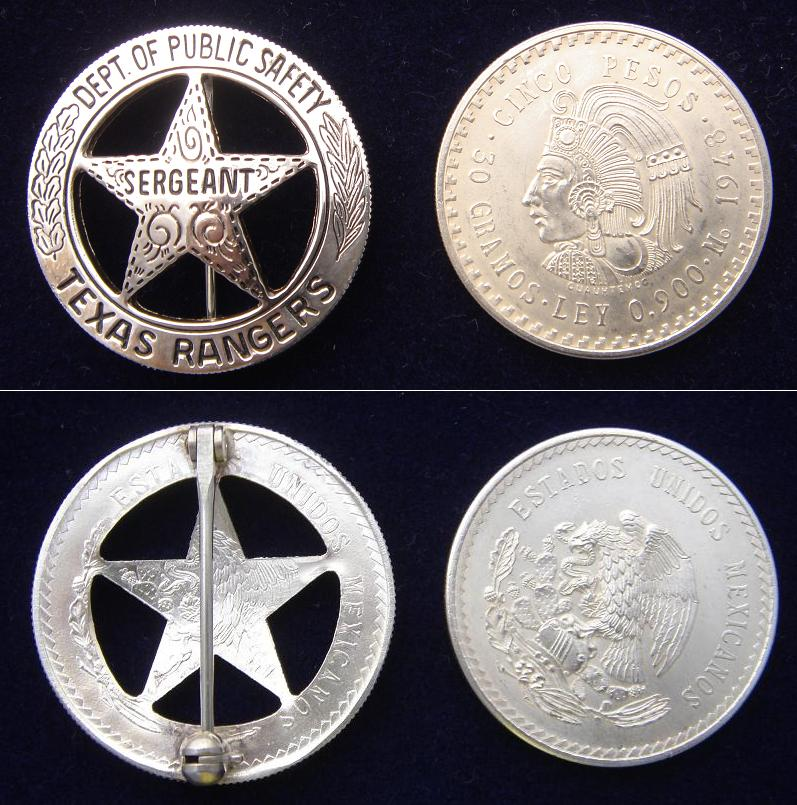
Знаки Техаських рейнджерів з лицьового і зворотнього боку
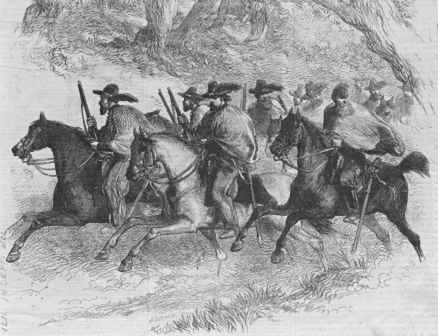
Група техаських рейнджерів. XIX століття
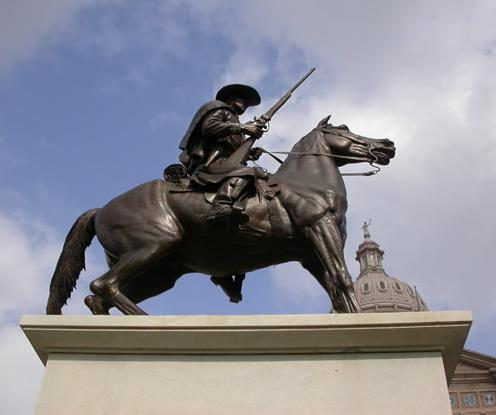
Пам'ятник техаському рейнджеру

## Виноски
1. ↑  Архівована копія. Архів оригіналу за 19 березня 2012. Процитовано 17 березня 2014.{{cite web}}:  Обслуговування CS1: Сторінки з текстом «archived copy» як значення параметру title (посилання) [Архівовано 2012-03-19 у Wayback Machine.](англ.)
2. 1 2  Кому впала на груди срібна зірка? Техаські рейнджери. Наш час. Архів оригіналу за 17 березня 2014. Процитовано 17 березня 2014. [Архівовано 2014-03-17 у Wayback Machine.]
3. ↑  http://www.texasranger.org/today/rangerstoday.htm [Архівовано 2013-12-09 у Wayback Machine.](англ.)